# KITTE

JPタワー（KITTE丸の内）

KITTE（キッテ）は、日本郵政グループの日本郵便が大都市のターミナル駅前で展開する商業施設のブランドである。運営は日本郵政不動産及び日本郵政不動産の完全子会社であるJPビルマネジメントが手掛ける。

## 概要
日本郵政が初めて展開する商業施設である。かつて郵便は鉄道輸送が中心であった名残から、日本郵政は全国各地のターミナル駅前の一等地に土地と建物を保有している。既に開業している丸の内・博多・名古屋・大阪の4施設はいずれも、各都市の都心部の鉄道駅に近接して建っていた比較的大規模な郵便局の跡地を活用したものである。
「KITTE」という施設名は、“切手”を貼ると郵便として大切な人に想いが届くのと同じように、商品やサービスに「KITTE」という付加価値を加えることで、それらに込められた想いまでもきちんと届けることができる施設でありたいという気持ちを込めて名付けられた。また「KITTE」には“来て”という意味も込められており、商業施設にとって大切な“賑わい”をつくることと、“多くの人に来ていただきたい”という想いを、楽しく伝えることを目標にしている。

## 店舗
| 建物名         | 商業施設名  | 場所           | 開業日        | 店舗数 | 延床面積 (m2) | 画像        |
| -------------- | ----------- | -------------- | ------------- | ------ | ------------- | ----------- |
| JPタワー       | KITTE丸の内 | 東京都千代田区 | 2013年3月21日 | 98     | 9,400         | KITTE丸の内 |
| KITTE博多      | KITTE博多   | 福岡市博多区   | 2016年4月21日 | 181    | 64,000        | KITTE博多   |
| JPタワー名古屋 | KITTE名古屋 | 名古屋市中村区 | 2016年6月17日 | 40     | 3,700         | KITTE名古屋 |
| JPタワー大阪   | KITTE大阪   | 大阪市北区     | 2024年7月31日 | 107    | 16,000        | KITTE大阪   |